# Проста фабрика
Проста фабрика (англ. Simple Factory) — ідіома програмування, яка полягає в інкапсуляції (приховуванні) в окремому класі екземплярів інших класів.

## Використання
Основна ідея полягає в приховуванні від клієнта подробиць створення об'єкту. Реалізація проста: клієнт не має прямого доступу до конструктора,  потрібний йому об'єкт (продукт) повертає метод об'єкту класу фабрики.
Одна фабрика може мати багатьох класів-клієнтів. Також клас фабрика є єдиною частиною програми, що працює з конкретними класами продуктів.
Однією з основних проблем простої фабрики є сильне зв'язування[джерело?]. Для створення екземплярів потрібно використовувати конкретний клас, а не інтерфейс.
Приклад цієї ідіоми можна знайти в деяких класичних шаблонах програмування (наприклад, будівельник).

## Приклад мовою С#
```
class
 
HungryMan

{

    
public
 
void
 
Eat
(
string
 
type
)

    
{

        
PizzaProducts
.
PizzaBar
 
pb
 
=
 
new
 
PizzaProducts
.
PizzaBar
();

        
PizzaProducts
.
Pizza
 
p
 
=
 
pb
.
Cookpizza
(
type
);

    
}

}

namespace
 
PizzaProducts

{

    
abstract
 
class
 
Pizza

    
{

        
protected
 
string
 
ptype
;

        
public
 
override
 
string
 
ToString
()

        
{

            
return
 
ptype
;

        
}

    
}

    
class
 
NewYorkPizza
 
:
 
Pizza

    
{

        
internal
 
NewYorkPizza
()
 
{
 
ptype
 
=
 
"New York Pizza"
;
 
}

    
}

    
class
 
ItalianPizza
 
:
 
Pizza

    
{

        
internal
 
ItalianPizza
()
 
{
 
ptype
 
=
 
"Italian Pizza"
;
 
}

    
}

    
class
 
PizzaBar

    
{

        
public
 
Pizza
 
Cookpizza
(
string
 
type
)

        
{

            
switch
 
(
type
)

            
{

                
case
 
"NewYork"
:

                    
return
 
new
 
NewYorkPizza
();

                
case
 
"Italian"
:

                    
return
 
new
 
ItalianPizza
();

                
default
:

                    
return
 
null
;

            
}

        
}

    
}

}

```

У даному прикладі клас HungryMan - клас-клієнт, PizzaBar - клас-фабрика, ItalianPizza та NewYorkPizza - класи-продукти. Клас PizzaBar повертає певний об'єкт класу продукту залежно від отриманих параметрів. При цьому логіка приготування піци інкапсульована в методі Cookpizza(). Об'єкт класу HungryMan викликає цей метод для отримання своєї піци.
| PROG | Це незавершена стаття про програмування. Ви можете допомогти проєкту, виправивши або дописавши її. |